# ناو پشتیبانی اوریون
ناو پشتیبانی اوریون (به انگلیسی: German auxiliary cruiser Orion) یک کشتی بود که طول آن ۱۴۸ متر (۴۸۶ فوت) بود. این کشتی در سال ۱۹۳۰ ساخته شد.